# 温娜德迪体育场
温娜德迪体育场是一座位於緬甸奈比多的多用途體育場，能容納30,000名觀眾。2013年东南亚运动会和2014年东盟残疾人运动会開幕和閉幕典禮均在這球場舉行。